# Mayrencyrtus obscurus
Mayrencyrtus obscurus är en stekelart som beskrevs av Hoffer 1976. Mayrencyrtus obscurus ingår i släktet Mayrencyrtus och familjen sköldlussteklar.
Artens utbredningsområde är Bulgarien. Inga underarter finns listade i Catalogue of Life.